# هيئة التنظيم النووي الأردنية
هيئة التنظيم النووي الأردنية هيئة حكومية أردنية أُسست عام 2007م خلفًا لهيئة الطاقة النووية الأردنية سابقًا والتي تأسست عام 2001م. تستخدم اللجنة الأردنية للطاقة النووية معايير الأمان الخاصة بالوكالة الدولية للطاقة الذرية وتعمل بشكل وثيق مع الوكالة الدولية للطاقة الذرية بالإضافة إلى ذلك، USDOE و CNSC و IRSN و  KINS .
وهي أيضا تقدم تراخيص للمنشآت النووية وذلك بصفتها هيئة رقابية، تدرس الهيئة الآن وثائق تقرير السلامة الأولى الذي قَدَّمَته هيئة الطاقة الذرية الأردنية، وكذلك العمل مع معهد لأبحاث الطاقة الذرسة الكوري للحصول على إذن بإنشاس بحث نووي. مصنع في حرم جامعة العلوم والتكنولوجيا الأردنية بطاقة 5-10 ميغاواط.